# Monstera siltepecana
Monstera siltepecana là một loài thực vật có hoa trong họ Ráy (Araceae). Loài này được Matuda mô tả khoa học đầu tiên năm 1950.